# L'École des jeunes mariés
Pour plus de détails, voir Fiche technique et Distribution.
L'École des jeunes mariés (titre original : Period of Adjustment) est un film américain réalisé par George Roy Hill et sorti en 1962.

## Synopsis
Un couple fraîchement marié va rendre à un autre couple d'amis qui a des problèmes conjugaux.

## Fiche technique
- Titre : L'École des jeunes mariés
- Titre d’origine : Period of Adjustment
- Réalisation : George Roy Hill
- Scénario : Isobel Lennart d’après la pièce A Period of Adjustment de Tennessee Williams
- Musique : Lyn Murray
- Photographie : Paul Vogel
- Montage : Fredric Steinkamp
- Direction artistique : Edward C. Carfagno et George W. Davis
- Décors : Henry Grace et Richard Pefferle
- Pays d’origine :  États-Unis
- Langue : anglais
- Producteur : Lawrence Weingarten
- Société de production : Marten Pictures
- Société de distribution : Metro-Goldwyn-Mayer
- Format : noir et blanc — 35 mm — 1.85:1 — Son : son monophonique (Westrex Recording System)
- Genre : comédie dramatique
- Durée : 112 minutes
- Dates de sortie :
  - États-Unis : 31 octobre 1962
  - France : 3 juillet 1963

## Distribution
- Anthony Franciosa : Ralph Baitz
- Jane Fonda : Isabel Haverstick
- Jim Hutton : George Haverstick
- Lois Nettleton : Dorothea Baitz
- John McGiver : Stewart P. McGill
- Mabel Albertson : Mme Alice McGill
- Jack Albertson : Sergent au poste

Acteurs non crédités
- John Astin : Smoky Anderson

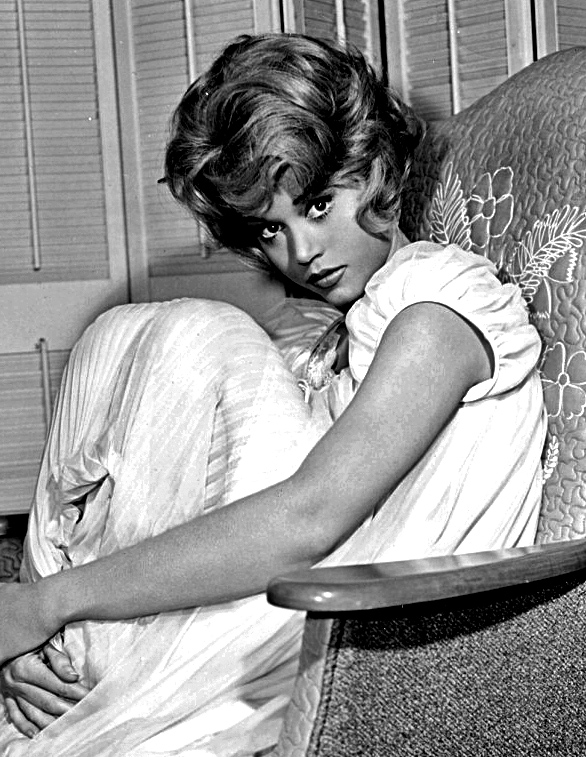
Jane Fonda, photo promotionnelle

- William Fawcett : Propriétaire du motel
- Herb Vigran, Jesse White : chanteurs de Noël